# Jan Błachowicz
Jan Maciej Błachowicz (in polacco ˈjan bwaˈxɔvitʂ; Cieszyn, 24 febbraio 1983) è un lottatore di arti marziali miste polacco.
Combatte nella divisione dei pesi mediomassimi per l'organizzazione statunitense UFC, in cui è stato campione di categoria, per essere poi detronizzato da Glover Teixeira. Professionista dal 2007, ha militato anche nella promozione KSW, dove è stato campione di categoria.

## Carriera nelle arti marziali miste

### KSW
Błachowicz debutta nella divisione partecipando al torneo inaugurale di pesi mediomassimi a KSW Elimination 1 riuscendo a sconfiggere tre avversarsi in una singola sera vincendo così il torneo. Vincerà in questo modo anche l'edizione del 2008 e quella del 2010. Tenta l'assalto al titolo il 19 marzo 2011 a KSW 15, ma viene sconfitto dal camerunese Rameau Thierry Sokoudjou per ritiro. Ci riprova otto mesi dopo a KSW 17 battendo il campione per decisione unanime.

### Ultimate Fighting Championship
A inizio 2014 firma sigla un contratto con la promozione statunitense UFC..Debutta nell'ottobre dello stesso anno a UFC Fight Night: Nelson vs. Story, sconfiggendo lo svedese Ilir Latifi per KO tecnico al primo round.
Dopo le vittorie su Ronaldo Souza e Corey Anderson , riesce a conquistare il titolo dei mediomassimi a UFC 253 tramite una vittoria per KO su Dominick Reyes.
È il primo fighter che è riuscito a vincere contro Israel Adesanya.

## Risultati nelle arti marziali miste
| Risultato | Record  | Avversario               | Metodo                                    | Evento                                     | Data              | Round | Tempo | Città                       | Note |
| --------- | ------- | ------------------------ | ----------------------------------------- | ------------------------------------------ | ----------------- | ----- | ----- | --------------------------- | --- |
| Sconfitta | 29-10-1 | Alex Pereira             | Decisione (non unanime)                   | UFC 291                                    | 29 luglio 2023    | 3     | 5:00  | Salt Lake City, Stati Uniti | |
| Pareggio  | 29-9-1  | Magomed Ankalaev         | Parità (non unanime)                      | UFC 282                                    | 10 dicembre 2022  | 5     | 5:00  | Las Vegas, Stati Uniti      | Per il titolo vacante dei pesi mediomassimi UFC. Jiří Procházka rende vacante il titolo il 24 novembre 2022 per infortunio alla spalla |
| Vittoria  | 29-9    | Aleksandar Rakić         | KO Tecnico (infortunio al ginocchio)      | UFC on ESPN: Błachowicz vs. Rakić          | 14 maggio 2022    | 3     | 1:11  | Las Vegas, Stati Uniti      | |
| Sconfitta | 28-9    | Glover Teixeira          | Sottomissione (Rear naked choke)          | UFC 267: Błachowicz vs. Teixeira           | 30 ottobre 2021   | 2     | 3:02  | Abu Dhabi, Emirati Arabi    | Perde il titolo dei pesi mediomassimi UFC.                                                                                             |
| Vittoria  | 28-8    | Israel Adesanya          | Decisione (unanime)                       | UFC 259: Błachowicz vs. Adesanya           | 6 marzo 2021      | 5     | 5:00  | Las Vegas, Stati Uniti      | Difende il titolo dei pesi mediomassimi UFC.                                                                                           |
| Vittoria  | 27-8    | Dominick Reyes           | KO (pugni)                                | UFC 253: Adesanya vs. Costa                | 27 settembre 2020 | 2     | 4:36  | Abu Dhabi, Emirati Arabi    | Vince il titolo dei pesi mediomassimi UFC. Perfomance of the Night                                                                     |
| Vittoria  | 26-8    | Corey Anderson           | KO (pugno)                                | UFC Fight Night: Anderson vs. Błachowicz 2 | 15 febbraio 2020  | 1     | 3:08  | Rio Rancho, Stati Uniti     | Perfomance of the Night |
| Vittoria  | 25-8    | Ronaldo Souza            | Decisione (non unanime)                   | UFC Fight Night: Błachowicz vs. Jacaré     | 16 novembre 2019  | 5     | 5:00  | San Paolo, Brasile          | |
| Vittoria  | 24-8    | Luke Rockhold            | KO (pugni)                                | UFC 239: Jones vs. Santos                  | 6 luglio 2019     | 2     | 1:39  | Las Vegas, Stati Uniti      | Perfomance of the Night |
| Sconfitta | 23-8    | Thiago Santos            | KO tecnico (pugni)                        | UFC Fight Night: Błachowicz vs. Santos     | 23 febbraio 2019  | 3     | 0:39  | Praga, Repubblica Ceca      | |
| Vittoria  | 23-7    | Nikita Krylov            | Sottomissione (arm-triangle choke)        | UFC Fight Night: Hunt vs. Olejnik          | 15 settembre 2018 | 2     | 2:41  | Mosca, Russia               | Perfomance of the Night |
| Vittoria  | 22-7    | Jimi Manuwa              | Decisione (unanime)                       | UFC Fight Night: Werdum vs. Volkov         | 17 marzo 2018     | 3     | 5:00  | Londra, Inghilterra         | Fight of the Night |
| Vittoria  | 21-7    | Jared Cannonier          | Decisione (unanime)                       | UFC on Fox: Lawler vs. dos Anjos           | 16 dicembre 2017  | 3     | 5:00  | Winnipeg, Canada            | |
| Vittoria  | 20-7    | Devin Clark              | Sottomissione (standing rear naked choke) | UFC Fight Night: Cerrone vs. Till          | 21 ottobre 2017   | 2     | 3:02  | Danzica, Polonia            | Perfomance of the Night |
| Sconfitta | 19-7    | Patrick Cummins          | Decisione (maggioritaria)                 | UFC 210: Cormier vs. Johnson 2             | 8 aprile 2017     | 3     | 5:00  | Buffalo, Stati Uniti        | |
| Sconfitta | 19-6    | Alexander Gustafsson     | Decisione (unanime)                       | UFC Fight Night: Arlovski vs. Barnett      | 3 settembre 2016  | 3     | 5:00  | Amburgo, Germania           | |
| Vittoria  | 19-5    | Igor Pokrajac            | Decisione (unanime)                       | UFC Fight Night: Rothwell vs. dos Santos   | 10 aprile 2016    | 3     | 5:00  | Zagabria, Croazia           | |
| Sconfitta | 18-5    | Corey Anderson           | Decisione (unanime)                       | UFC 191: Johnson vs. Dodson 2              | 5 settembre 2015  | 3     | 5:00  | Las Vegas, Stati Uniti      | |
| Sconfitta | 18-4    | Jimi Manuwa              | Decisione (unanime)                       | UFC Fight Night: Gonzaga vs. Cro Cop 2     | 11 aprile 2015    | 3     | 5:00  | Cracovia, Polonia           | |
| Vittoria  | 18-3    | Ilir Latifi              | KO tecnico (calcio al corpo e pugni)      | UFC Fight Night: Nelson vs. Story          | 4 ottobre 2014    | 1     | 1:58  | Stoccolma, Svezia           | Debutto in Ufc |
| Vittoria  | 17-3    | Goran Reljić             | Decisione (unanime)                       | KSW 22: Pride Time                         | 16 marzo 2013     | 3     | 5:00  | Varsavia, Polonia           | Difende il titolo pesi mediomassimi KSW                                                                                                |
| Vittoria  | 16-3    | Houston Alexander        | Decisione (unanime)                       | KSW 20: Fighting Symphonies                | 15 settembre 2012 | 3     | 5:00  | Danzica, Polonia            | Difende il titolo pesi mediomassimi KSW                                                                                                |
| Vittoria  | 15-3    | Mario Miranda            | Decisione (unanime)                       | KSW 18: Unfinished Sympathy                | 25 febbraio 2012  | 3     | 5:00  | Płock, Polonia              | Incontro non valido per il titolo |
| Vittoria  | 14-3    | Rameau Thierry Sokoudjou | Decisione (unanime)                       | KSW 17: Revenge                            | 26 novembre 2011  | 3     | 5:00  | Łódź, Polonia               | Vince il titolo pesi mediomassimi KSW                                                                                                  |
| Vittoria  | 13-3    | Toni Valtonen            | Sottomissione (rear-naked choke)          | KSW 16: Khalidov vs. Lindland              | 21 maggio 2011    | 2     | 1:23  | Danzica, Polonia            | |
| Sconfitta | 12-3    | Rameau Thierry Sokoudjou | KO tecnico (ritiro)                       | KSW 15: Contemporary Gladiators            | 19 marzo 2011     | 2     | 5:00  | Varsavia, Polonia           | Per il titolo pesi mediomassimi KSW |
| Vittoria  | 12-2    | Daniel Tabera            | KO tecnico (pugni)                        | KSW 14: Judgment Day                       | 24 settembre 2010 | 2     | 4:20  | Łódź, Polonia               | Vince il torneo pesi mediomassimi KSW 2010                                                                                             |
| Vittoria  | 11-2    | Nikolaj Onikienko        | Sottomissione (rear-naked choke)          | World Absolute FC                          | 24 giugno 2010    | 2     | 2:32  | Čeboksary, Russia           | |
| Vittoria  | 10-2    | Wojciech Orłowski        | Sottomissione (rear-naked choke)          | KSW 13: Kumite                             | 7 maggio 2010     | 1     | 1:37  | Katowice, Polonia           | Semifinale del torneo pesi mediomassimi KSW 2010                                                                                       |
| Vittoria  | 9-2     | Julio Brutus             | KO (calcio alla testa e pugni)            | KSW 13: Kumite                             | 7 maggio 2010     | 1     | 3:40  | Katowice, Polonia           | Quarto di finale del torneo pesi mediomassimi KSW 2010                                                                                 |
| Vittoria  | 8-2     | Maro Perak               | Sottomissione (rear-naked choke)          | KSW 10: Dekalog                            | 12 dicembre 2008  | 2     | 1:51  | Varsavia, Polonia           | |
| Vittoria  | 7-2     | Christian M'Pumbu        | Sottomissione (armbar)                    | KSW Extra                                  | 13 settembre 2008 | 2     | 3:12  | Dąbrowa Górnicza, Polonia   | |
| Vittoria  | 6-2     | Aziz Karaoglu            | Sottomissione (armbar)                    | KSW IX: Konfrontacja                       | 9 maggio 2008     | 1     | 4:13  | Varsavia, Polonia           | Vince il torneo pesi mediomassimi KSW 2008                                                                                             |
| Vittoria  | 5-2     | Antoni Chmielewski       | Sottomissione (armbar)                    | KSW IX: Konfrontacja                       | 9 maggio 2008     | 2     | 2:54  | Varsavia, Polonia           | Semifinale del torneo pesi mediomassimi KSW 2008                                                                                       |
| Vittoria  | 4-2     | Martin Zawada            | Decisione (unanime)                       | KSW IX: Konfrontacja                       | 9 maggio 2008     | 2     | 5:00  | Varsavia, Polonia           | Quarto di finale del torneo pesi mediomassimi KSW 2008                                                                                 |
| Sconfitta | 3-2     | Andre Fyeet              | Sottomissione (kimura)                    | KSW VIII: Konfrontacja                     | 10 novembre 2007  | 1     | 1:57  | Varsavia, Polonia           | |
| Vittoria  | 3-1     | Daniel Dowda             | KO tecnico (ginocchiata e pugni)          | KSW Elimination 1                          | 15 settembre 2007 | 1     | 1:35  | Breslavia, Polonia          | Vince il torneo pesi mediomassimi KSW 2007                                                                                             |
| Vittoria  | 2-1     | Paweł Gąsiński           | KO tecnico (pugni)                        | KSW Elimination 1                          | 15 settembre 2007 | 1     | 2:36  | Breslavia, Polonia          | Semifinale del torneo pesi mediomassimi KSW 2007                                                                                       |
| Vittoria  | 1-1     | Sebastian Olchawa        | Decisione (unanime)                       | KSW Elimination 1                          | 15 settembre 2007 | 2     | 5:00  | Breslavia, Polonia          | Quarto di finale del torneo pesi mediomassimi KSW 2007                                                                                 |
| Sconfitta | 0-1     | Marcin Krysztofiak       | Decisione (unanime)                       | FCP 3: Khalidov vs. Troeng                 | 25 febbraio 2007  | 2     | 5:00  | Poznań, Polonia             | |